# Edmond Plewa
Edmond Plewa est un footballeur français d'origine polonaise (son père était venu travailler dans les mines de charbon du Pas-de-Calais). Il est né le 15 septembre 1927 à Carvin (Pas-de-Calais) et mort le 20 avril 1973 à Lens. Il a évolué comme avant-centre à US Valenciennes-Anzin. C'était un battant brouillon mais ardent et rapide. Son club formateur, le US Ruch Carvin avait été créé en 1923 par des immigrés polonais travaillant dans les mines.

## Carrière de joueur
- US Ruch Carvin
- CS Le Thillot
- 1951-1952 : FC Nancy
- 1952-1953 : Lille OSC
- 1953-1957 : US Valenciennes-Anzin

## Source
- Les Cahiers de l'Équipe 1957, page 129.

## Référence
1. ↑  État civil sur le fichier des personnes décédées en France depuis 1970